# Яндаров, Солса-Хаджи
Солса-Хаджи Яндаров (чеч. Солса-Хьаж) — (1845—1929) — чеченский религиозный деятель конца XIX — начала XX века. Выходец из тайпа Гендаргеной.

## Биография
Родился в семье Яндара близ Урус-Мартана в 1845 году. Самостоятельно учился арабской грамоте, к 15 годам в совершенстве владел арабским языком и знал многие правила чтения и письма. Изучал религиозную науку.
В период массового истребления духовенства в середине 1920-х годов был приговорён к расстрелу. Но его удалось спасти, буквально в последний момент, когда его уже выводили на расстрел.

## Урус-Мартан
Одновременно он был противником вовлечения чеченцев в гражданскую войну, полагая, что белые и красные разберутся в своей вражде, а чеченцы, вовлеченные в неё, подвергают себя гибели. Когда на Северном Кавказе победила Советская власть, некоторая часть населения Чечни противилась ей, не принимала новую власть. Шейх Солса заявлял: «Эта власть надолго и не стоит ей сопротивляться, иначе она будет уничтожать непокорных». В то же самое время, как утверждают наши информанты, Солса-Хаджи высказывал пророческие слова: «Стол т1аьхь духур ду х1ара 1едал», то есть «за столом развалится эта власть». Другом и соратником Солса-Хаджи был Дени-шейх Арсанов. Ему Солса-Хаджи отдал территорию своего участка в Урус-Мартане, чтобы он жил рядом с ним (эта территория, где сегодня находится здание Урус-Мартановского РОВД). В центре Урус-Мартана Солса-Хаджи выделил жилище разного рода ремесленникам, благодаря чему Урус-Мартан превратился в главный центр торговли Чечни.
В огромном хозяйстве Солса-Хаджи всегда существовала стерильная чистота. Он бережно относился к дарам природы, подбирая каждое зернышко с земли, он говорил: «Хам бан беза кху Делан беркатех», то есть «надо ценить дар Всевышнего». Подвал в доме Солса-Хаджи был большой, туда заезжал груженный зерном фаэтон. Современники говорили, что после разгрузки тележных повозок ничего не напоминало о присутствии здесь груженых фаэтонов — настолько было все чисто. Этот подвал, который до сих пор сохранился, овеян легендой. В нём Вуси содержал стеклянные бутылки, наполненные обыкновенной водой, а через сутки он раздавал эту воду людям. Вода приобретала целительные свойства и лечила людей от разных недугов. Имея доброе и щедрое сердце, Солса-Хаджи обладал необычайными способностями, всегда находился в молитве, любил людей, не допускал насилия над животными, насекомыми. Всё, что происходит на этой земле, говорил он, случается по воле Создателя. Он был из тех людей, которые искали благословения Аллаха и испытывали к Нему безграничную любовь. Он являлся ярым противником всякого кровопролития. Когда намечалась в округе охота на зверей, он уходил в лес с целью предупреждения их о грозящей опасности. Считается, что, зная птичий язык, он общался и с птицами. За это народ нарёк его именем Сулейман (имя царя Соломона или на чеченском языке — Сулима- пайхамар, знавшего язык животных). Как миротворец, он считал, что любой конфликт можно решить мирным путём. При этом опирался на религиозный тезис о том, что Всевышний запретил проливать кровь безвинных. Но когда беда грозила чеченцам, он был готов отдать жизнь во имя Бога и спасения народа.

## Репрессии
В период начала репрессий над чеченским духовенством в 1925 году Солса-Хаджи был арестован и приговорён к расстрелу. Буквально в последний момент, когда его уже поставили к стенке, его сын Абдул-Хамид привёз письмо, подписанное Н. Гикало и М. Калининым, об отмене смертной казни.
После возвращения домой, незадолго до своей смерти, при стечении огромного количества людей Солса-Хаджи посвятил в шейхи своего сына Абдул-Хамида (Аму). Обратившись к собравшимся людям, он заявил следующее: «Лоьмашна юкъахь лом ду шуна х1ара», то есть «он лев среди львов». 13 мая 1929 года Солса-Хаджи Яндарова не стало, его похоронили на сельском кладбище в селе Урус-Мартан. Над его могилой воздвигли зиярат с мавзолеем, превратившийся в место паломничества многих его последователей.
У Солса-Хаджи было две жены: первая — Жансари, которая ему родила четверых сыновей и двух девочек, вторая — Саду (из Гойты), родившая троих сыновей. Абдул-Хамид Яндаров и был её сыном. Он получил хорошее образование для своего времени. Владел русским, арабским, персидским, тюркским языками. Как пишет в своей статье Фатима Шабазова в журнале «Вайнах-4», он являлся опорой для своего отца и братьев (как для родных, так и для единокровных). Когда в очередной раз власти приходили его арестовывать, то каждый из братьев (в зависимости от того, на кого «визитеры» натыкались) выдавал себя за него. Мотив был следующим: если сядут вместо него они, то он их вызволит, ну а если посадят Аму, то им не удастся его освободить. Мотив мотивом, но надо быть очень мужественным, чтобы пойти даже за брата родного в тюрьму, вызволить из которой практически не было никакой возможности. Абдул-Хамид, как и его отец, ни разу не назвал себя шейхом. Стараясь уберечь знакомых, родных, он объявил себя простым коммерсантом. Но эта позиция его не предостерегла от жестоких испытаний, которым он подвергся со стороны сталинской репрессивной машины.
Он в полной мере испытал ад сталинских лагерей. Его пытали жаждой в красноводских песках, объявляли умершим и помещали в мертвецкой вместе с трупами, четыре раза выводили на расстрел и после инсценировки бросали в карцер. От него требовали, чтобы он назвал имена своих мюридов.
Из последнего места заключения он вернулся незадолго до выселения. Как и его отец Солса-шейх, Абдул-Хамид обладал провидческим даром. Зная о надвигающейся беде и о том, что многих развеет по миру сталинская депортация и многим не суждено будет встретиться друг с другом, вернуться в отчий край, он организует несколько народных гуляний — ловзар. И это произошло в то время, когда люди боялись громко говорить друг с другом. По сохранившимся преданиям, Солса-Хаджи ещё в 20-х гг. XX в. предсказал сталинско-бериевскую депортацию чеченского народа. Зная авторитет религиозных лидеров среди народа Берия 22 февраля 1944 г. провёл беседу с наиболее влиятельными духовными лицами — Б. Арсановым, А.-Г. Яндаровым, А. Гайсумовым, они призывались оказывать помощь через мулл и других местных авторитетов.
После депортации народа в горах Чечни оставалось несколько тысяч горцев, которых подразделения НКВД преследовали, уничтожали, отлавливали и ссылали как врагов государства. Благодаря посреднической деятельности этих религиозных авторитетов, многие, скрывавшиеся от власти чеченцы спускались с гор и сдавались власти. Суфийские лидеры Б. Арсанов, А.-Г. Яндаров, А. Гайсумов спасли «тысячи обиженных, обездоленных, бесправных». Касаясь деятельности религиозных авторитетов Чечни в период депортации чеченцев, некоторые авторы стремятся их дискредитировать, заявляя, что они помогали Берии подвергнуть репрессиям собственный народ. Подобная позиция не имеет под собой сколь-нибудь серьёзных оснований. При этом забывается то, что духовные авторитеты чеченского народа также были вынуждены мириться с существующим строем, подчиняться его идеологии, придерживаться навязываемого образа жизни, так как они прошли через террор НКВД и хорошо понимали, что очень важно сохранить народ от возможного тотального уничтожения и, выполняя эту задачу, они шли на определённый компромисс с жестоким режимом.

## Память
- Одна из улиц Грозного названа именем Яндарова
- Одна из улиц города Урус-Мартана названа именем Шейха Солса-Хаджи Яндарова.
- В Урус-Мартане над могилой Яндарова воздвигли зиярт.
- В центре Урус-Мартана воздвигли зиярт имени Яндарова.
- В Урус-Мартане одна из Мечетей названа именем Яндарова Архивная копия от 30 октября 2016 на Wayback Machine.